# Повітряний маршал (фільм)
«Повітряний маршал» (англ. Non-Stop, дослівно укр. Без упину) — американсько-французький бойовик режисера Хауме Кольєт-Серри, що вийшов у січні 2014 року. У головних ролях Ліам Нісон, Джуліанна Мур.
Сценаристами були Джон В. Річардсон, Крістофер Роуч і Раян Енґл, продюсерами був Алекс Гайнеман та інші. Вперше фільм продемонстрували 27 січня 2014 року у Франції, в Україні — 13 березня 2014 року.

## Сюжет
Під час міжнародного рейсу Нью-Йорк—Лондон повітряний маршал Білл Маркс отримує по телефону серію повідомлень з погрозами та вимогами перерахувати на таємний рахунок $150 млн. Інакше щодвадцять хвилин буде вбито одну людину. Після розсекречення рахунку виявляється, що він зареєстрований на Маркса.

## У ролях
| Актор                 | Персонаж                             | Роль                                                                |
| --------------------- | ------------------------------------ | ------------------------------------------------------------------- |
| Ліам Нісон            | Білл Маркс англ. Bill Marks          | повітряний маршал                                                   |
| Джуліанн Мур          | Джен Саммерс англ. Jen Summers       | пасажирка                                                           |
| Скут Макнейрі         | Том Боуен англ. Tom Bowen            | пасажир, шкільний вчитель                                           |
| Мішель Докері         | Ненсі англ. Nancy                    | стюардеса                                                           |
| Нейт Паркер           | Зак Вайт англ. Zack White            | пасажир, програміст                                                 |
| Корі Столл            | Остін Рейлі англ. Austin Reilly      | пасажир, поліцейський                                               |
| Люпіта Ніонго         | Ґвен англ. Gwen                      | бортпровідниця                                                      |
| Лайнас Роуч           | Девід МакМіллан англ. David McMillan | капітан рейсу                                                       |
| Шей Віґем             | Маренік англ. Marenick               | агент Адмінінстрації транспортної безпеки                           |
| Енсон Маунт           | Джек Хаммонд англ. Jack Hammond      | повітряний маршал                                                   |
| Корі Гокінс           | Травіс Мітчелл англ. Travis Mitchell | пасажир                                                             |
| Бар Палі              | Айріс Меріанн англ. Iris Marianne    | пасажирка                                                           |
| Омар Метуоллі         | Фахім Насір англ. Dr. Fahim Nasir    | пасажир, доктор                                                     |
| Джейсон Батлер Гарнер | Кайл Райс англ. Kyle Rice            | другий пілот                                                        |
| Квінн МакКолган       | Бекка англ. Becca                    | пасажирка, маленька дівчинка яка перший раз у житті летить у літаку |
| Френк Діл             | Чарльз Віллер англ. Charles Wheeler  | пасажир, Адвокат по банкрутству                                     |

## Критика
Станом на 20 лютого 2014 року рейтинг очікування фільму на сайті Rotten Tomatoes становив 99 % з 17,016 голосів.

### Виноски
1. ↑  Non-Stop (англ.). Internet Movie Database. Процитовано 20 лютого 2014.
2. 1 2  Повітряний маршал. Kino-teatr.ua. Процитовано 20 лютого 2014.
3. ↑  https://www.webcitation.org/6F87ngviT?url=http://www.imdb.com/title/tt2024469/business
4. 1 2  Box Office Mojo — 1999.
5. ↑  Non-Stop (англ.). Internet Movie Database. Процитовано 20 лютого 2014.
6. ↑  Non-Stop (англ.). AllMovie. Процитовано 20 лютого 2014.
7. ↑  Non-Stop: Full Cast & Crew (англ.). Internet Movie Database. Процитовано 20 лютого 2014.
8. ↑  Non-Stop (англ.). Rotten Tomatoes. Процитовано 20 лютого 2014.